# Corno da tirarsi
Das Corno da tirarsi (Zughorn, wörtlich „Horn zum Ziehen“) ist ein hypothetisches, historisches Blechblasinstrument, das in verschiedenen Rekonstruktionsversuchen als moderne Nachbauten existiert.

## Evidenz
Das Instrument ist nur durch die Besetzungsangaben einiger Kompositionen von Johann Sebastian Bach bekannt, nämlich in den Kantaten
- Schauet doch und sehet, ob irgend ein Schmerz sei, BWV 46 (1. August 1723; Besetzungsangabe Tromba ô corno da tirarsi)
- Ach! ich sehe, itzt, da ich zur Hochzeit gehe, BWV 162 (revidierte Fassung 10. Oktober 1723)
- Halt im Gedächtnis Jesum Christ, BWV 67 (16. April 1724)

Diese Kantaten entstanden alle in den Jahren 1723 und 1724, also Bachs erstem Dienstjahr als Thomaskantor in Leipzig. Gemeinsam ist den Corno-da-tirarsi-Stimmen dieser Werke, dass sie einen Tonvorrat verlangen, der über die Naturtonreihe hinausgeht, die von einem Blechbläser darstellbar ist. Während diese zusätzlichen Töne auf modernen Ventilhörnern (die jedoch erst ab ca. 1813 entwickelt wurden) problemlos spielbar sind, ist das Spiel dieser Stellen auf Naturhörnern, wie sie im 18. Jahrhundert noch vorherrschten, ohne Spielhilfen unmöglich. Auch durch Anwendung der Stopftechnik, die ohnehin erst ab ca. 1753 belegt ist, wäre nur ein Teil des erweiterten Tonvorrats spielbar. Aufgrund der Benennung ist daher zu vermuten, dass Bach für ein Instrument komponierte, das als Spielhilfe einen Zug ähnlich einer Posaune besaß, außerhalb von Leipzig aber keine Verbreitung fand.
Die gleichen spieltechnischen Bedingungen wie auf die oben aufgeführten drei Kantaten treffen auf weitere Werke Bachs aus den Jahren bis 1731 zu, in denen die Hornstimme ohne den Zusatz da tirarsi bezeichnet ist (in der Reihenfolge der Aufführung: BWV 24, 185, 167, 136, 105, 95, 48, 109, 89, 60, 40, 65, 73, 83, 107, 178, 78, 8, 114, 96, 115, 26, 116, 62, 124, 125, 68, 16, 27, 140).

## Geschichtlicher Hintergrund

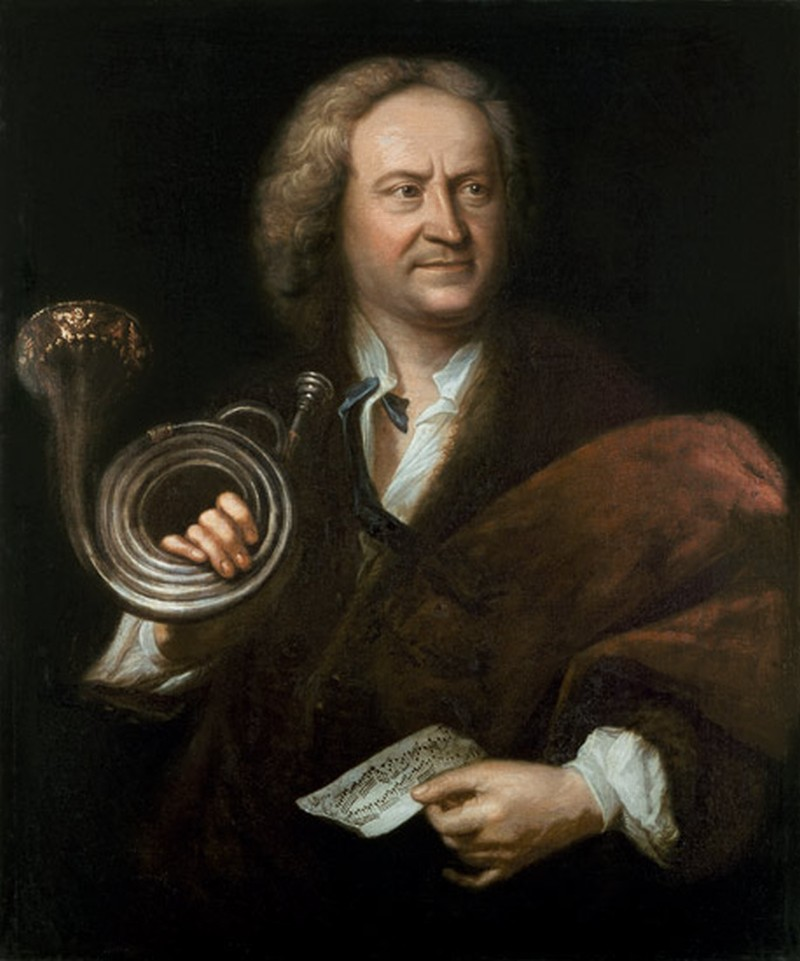
Gottfried Reiche um 1726,
Porträt von Elias Gottlob Haußmann

Zur Erfüllung der gottesdienstlichen Verpflichtungen standen Johann Sebastian Bach neben den Schülern der Thomasschule als Sänger und Instrumentalisten sowie Studenten der Universität auch die Musiker des Stadtmusik-Collegiums zur Verfügung, darunter vier Stadtpfeifer. Als Nachfolger der mittelalterlichen Spielleute standen die Stadtpfeifer im sozialen Rang deutlich unter den Organisten und Kantoren, hatten aber wegen ihrer vielfältigen Einsätze häufig eine hohe spieltechnische Flexibilität vorzuweisen. Bach, der selber einem weitverzweigten, überwiegend aus Stadtpfeifern bestehenden Musikergeschlecht entstammte (In Erfurt beherrschten die männlichen Mitglieder der Familie Bach das musikalische Leben in der Stadt über ein ganzes Jahrhundert derart, dass noch 1793 alle Stadtpfeifer „Bache“ genannt wurden, obwohl längst keiner dieses Namens mehr unter ihnen lebte.), dürften die Vor- und Nachteile eines derartigen Stadtmusikensembles bewusst gewesen sein. Wegen der langfristigen Berufungen der Musiker hatte er jedoch in seinen ersten Amtsjahren noch keinen Einfluss auf dessen Besetzung.
Herausragendes Mitglied des Stadtmusik-Collegiums war der Trompetenvirtuose Gottfried Reiche. Die Corno-da-tirarsi-Partien in Bachs Kantaten dürften für ihn entstanden sein. Dafür spricht auch, dass nicht nur nach Reiches Tod 1734 keine weiteren Kompositionen mehr für diese Besetzung entstanden, sondern auch bei Wiederaufführungen die entsprechenden Passagen von Bach umgeschrieben oder uminstrumentiert wurden. Ein Corno da tirarsi ist aus Reiches Nachlass nicht überliefert.

## Rekonstruktionsversuche
Einen ersten Versuch, ein Corno da tirarsi nachzubauen, unternahm 1812 der Hornist des Mannheimer Hoforchesters Christian Dickhut.
Der Schweizer Instrumentenbauer Rainer Egger unternahm 2005 den Versuch eines Nachbaus auf Basis des Horns vom Porträt Gottfried Reiches.
Der Trompeter des Bach Collegium Japan, Toshio Shimada, konstruierte aus rein spieltechnischen Überlegungen ein Zuginstrument, mit dem er die Corno-da-tirarsi-Partien fast aller Bach-Kantaten einspielte und das dem Rekonstruktionsversuch von Egger sehr ähnelt.
Der Musiker Thomas Friedlaender schuf eine Rekonstruktion eines Corno da tirarsi unter Verwendung eines Horn-Korpus von Stephan Katte (Weimar) und eines Doppelzugs, den Gerd Friedel (Blechblasinstrumentenbau Egger, Basel) fertigte.
Die Instrumentenbauwerkstatt Engelbert Schmid bietet ein modifiziertes Corno da caccia an, das durch einen Stimmzug als Corno da tirarsi eingesetzt werden kann.